# 刘扬
刘扬（？—），中国女子乒乓球运动员。
她在1979年第四届中华人民共和国全国运动会上获得女子单打冠军和女子团体冠军，
在1980年全国乒乓球锦标赛中获得女子双打冠军，并在1980年亚洲乒乓球锦标赛上获得女子双打和女子团体金牌。
此外，她在1981年第三十六届世界乒乓球锦标赛中获得了前五名的成绩。

## 教练生涯
刘扬在日本执教18年，期间培养了包括福原爱和平野美宇在内的多位知名球员。